# Pakistanische Cricket-Nationalmannschaft in England in der Saison 2019
Die Tour der pakistanischen Cricket-Nationalmannschaft nach England in der Saison 2019 fand vom 5. bis zum 19. Mai 2019 statt. Die internationale Cricket-Tour ist Bestandteil der Internationalen Cricket-Saison 2019 und umfasste fünf ODIs und ein Twenty20. England gewann die Twenty20-Serie 1–0 und die ODI-Serie 4–0.

## Vorgeschichte
England spielte zuvor ein ODI in Irland, für Pakistan war es die erste Tour der Saison.
Das letzte Aufeinandertreffen der beiden Mannschaften bei einer Tour fand in der Saison 2018 in England statt.

## Stadien
Die folgenden Stadien wurden für die Tour als Austragungsort vorgesehen.
| Stadion               | Stadt       | Kapazität | Spiele |
| --------------------- | ----------- | --------- | ------ |
| Bristol County Ground | Bristol     | 17.500    | 3. ODI |
| Sophia Gardens        | Cardiff     | 15.643    | 1. T20 |
| Headingley Stadium    | Leeds       | 17.000    | 5. ODI |
| The Oval              | London      | 23.500    | 1. ODI |
| Trent Bridge          | Nottingham  | 15.350    | 4. ODI |
| Rose Bowl             | Southampton | 6.500     | 2. ODI |

## Kaderlisten
England benannte seinen Kader am 17. April, Pakistan am 21. April 2019.
| ODI | ODI | Twenty20 | Twenty20 |
| England | Pakistan | England | Pakistan |
| --- | --- | --- | --- |
| - Eoin Morgan (K) - Moeen Ali - Jofra Archer - Jonny Bairstow - Jos Buttler (wk) - Tom Curran - Joe Denly - Alex Hales - Chris Jordan - Liam Plunkett - Adil Rashid - Joe Root - Jason Roy - Ben Stokes - James Vince - David Willey - Chris Woakes - Mark Wood | - Sarfraz Ahmed (K, wk) - Babar Azam - Abid Ali - Asif Ali - Faheem Ashraf - Fakhar Zaman - Haris Sohail - Hasan Ali - Imad Wasim - Imam-ul-Haq - Junaid Khan - Mohammad Amir - Mohammad Hafeez - Mohammad Hasnain - Shadab Khan - Shaheen Afridi - Shoaib Malik - Yasir Shah | - Eoin Morgan (K) - Jofra Archer - Sam Billings (wk) - Tom Curran - Joe Denly - Ben Duckett - Ben Foakes (wk) - Alex Hales - Chris Jordan - Dawid Malan - Liam Plunkett - Adil Rashid - Joe Root - Jason Roy - Phil Salt - James Vince - David Willey - Mark Wood | - Sarfraz Ahmed (K, wk) - Babar Azam - Abid Ali - Asif Ali - Faheem Ashraf - Fakhar Zaman - Haris Sohail - Hasan Ali - Imad Wasim - Imam-ul-Haq - Junaid Khan - Mohammad Amir - Mohammad Hafeez - Mohammad Hasnain - Shadab Khan - Shoaib Malik - Shaheen Afridi - Yasir Shah |

## Tour Matches
| 27. April Scorecard | Beckenham | Pakistan 358-7 (50)           | – | Kent 258 (44.1) |
|                     |           | Pakistan gewinnt mit 100 Runs |   |                 |

| 29. April Scorecard | Northampton | Northamptonshire 273-6 (50)    | – | Pakistan 275-2 (41) |
|                     |             | Pakistan gewinnt mit 8 Wickets |   |                     |

| 1. Mai Scorecard | Leicester | Pakistan 200-6 (20)          | – | Leicestershire 142 (19.2) |
|                  |           | Pakistan gewinnt mit 58 Runs |   |                           |

## Twenty20 Internationals

### Erstes Twenty20 in Cardiff
| 5. Mai Scorecard | Cardiff | Pakistan 173-6 (20)           | – | England 175-3 (19.2) |
|                  |         | England gewinnt mit 7 Wickets |   |                      |

## One-Day Internationals

### Erstes ODI in London
| 8. Mai Scorecard | London | Pakistan 80-2 (19/41) | – | England |
|                  |        | No Result             |   |         |

### Zweites ODI in Southampton
| 11. Mai Scorecard | Southampton | England 373-3 (50)          | – | Pakistan 361-7 (50) |
|                   |             | England gewinnt mit 12 Runs |   |                     |

### Drittes ODI in Bristol
| 14. Mai Scorecard | Bristol | Pakistan 358-9 (50)           | – | England 359-4 (44.5) |
|                   |         | England gewinnt mit 6 Wickets |   |                      |

Der englische Kapitän Eoin Morgan wurde auf Grund zu langsamer Spielweise seines Teams für ein ODI gesperrt. Der englische Batsman Jonny Bairstow erhielt eine Disziplinarstrafe, nachdem er nach dem Ausscheiden aus Frustration mit seinem Bat die Stumps vom Wicket schlug.

### Viertes ODI in Nottingham
| 17. Mai Scorecard | Nottingham | Pakistan 340-7 (50)           | – | England 341-7 (49.3) |
|                   |            | England gewinnt mit 3 Wickets |   |                      |

### Fünftes ODI in Leeds
| 19. Mai Scorecard | Leeds | England 351-9 (50)          | – | Pakistan 297 (46.5) |
|                   |       | England gewinnt mit 54 Runs |   |                     |